# Quốc lộ 6
De Quốc lộ 6 (nationale weg 6) is een weg in Vietnam. De weg gaat van Hanoi naar de provincies in het noordwesten van Vietnam. In totaal gaat de weg door vier provincies, te weten Hanoi, Hòa Bình, Sơn La en Điện Biên. De weg begint bij de Trắngbrug over de Nhuệ in Hanoi. De weg eindigt bij Lai Châu in de provincie Lai Châu. Hier sluit de weg aan op de Quốc lộ 12. De totale lengte van de weg is 504 kilometer.
QL1 · QL1B · QL1K · QL2 · QL3 · QL4 · QL5 · QL6 · QL7A · QL7B · QL8A · QL8B · QL9A · QL9B · QL12 · QL12A · QL14 · QL14B · QL14C · QL14D · QL14E · QL15 · QL15 (Biên Hoà) · QL18 · QL20 · QL51 · QL55 · QL56